# 霧賀みね
霧賀 みね（きりが みね）は日本の女性声優。主にアダルトゲームに声をあてている。

## 出演作品

### アダルトゲーム
2012年
- LOVELY QUEST

2014年
- 超昂天使エスカレイヤーReboot（ダークフラスト[1]）
- 超催眠術学園（覚王山青花[2]）
- パサージュ! passage of life.
- 魔女ヴェロニカ 〜終わらない魔辱煉獄〜（ルクレチア・クストーデ[3]）
- 魔女こいにっき

2015年
- お嬢様と秘密の乙女（西園寺紗夜[4]）
- さくらにかげつ（サクラ）
- 女装ギャルビッチ学園（南波明日香[5]）
- 女装ギャルビッチ学園 〜ハーフ娘ジュディの誘惑〜（南波明日香[6]）
- セーラー服ポルチオアクメ ギャルビッチムーン
- 中二病な彼女の恋愛方程式（花ヶ咲もも[7]）
- トラベリングスターズ -Traveling Stars-
- 夏の色のノスタルジア（麻由紀、諒人の伯母、祥子の母親）

2016年
- 催眠クラス WONDERFUL 〜女子全員、知らないうちにまた妊娠してました〜（小椋美紀[8]）